# Tratado de Wallingford

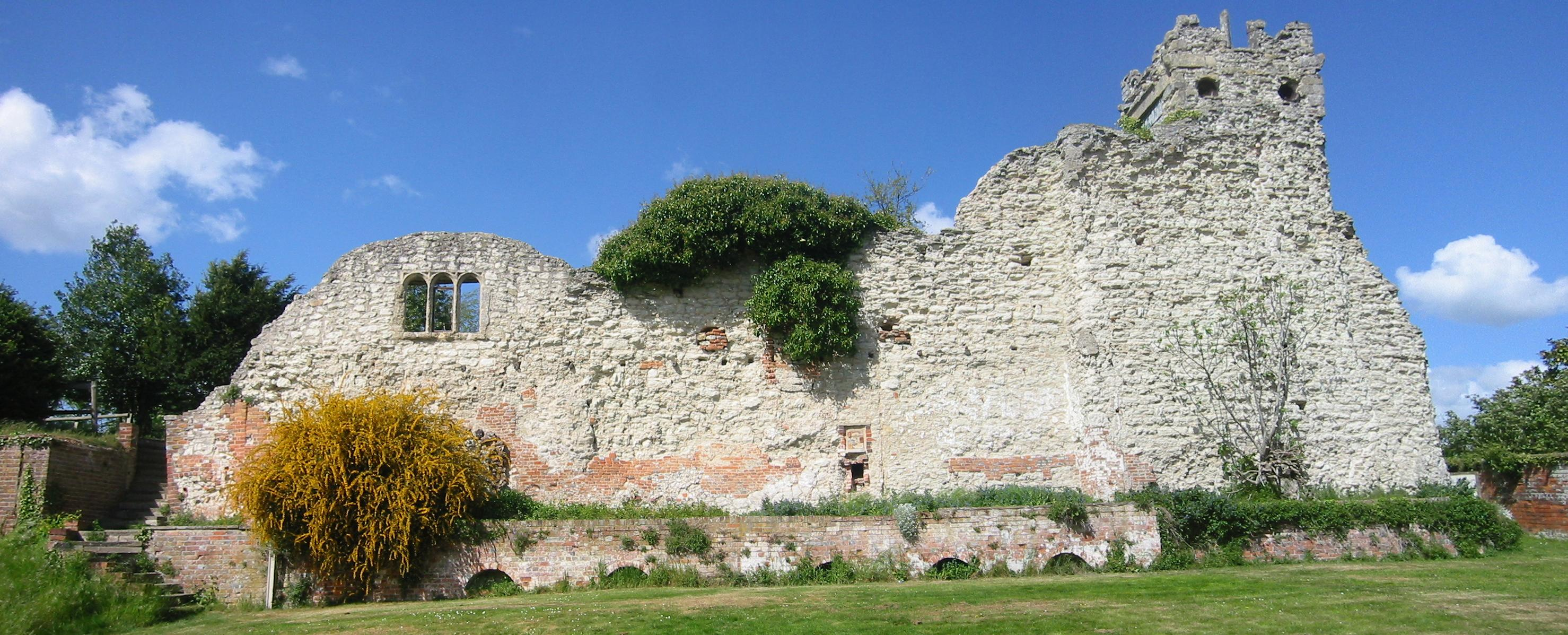
Ruinas del castillo de Wallingford

Tratado de Wallingford o Tratado de Winchester o Tratado de Westminster fue un acuerdo celebrado en diciembre de 1153 que puso fin a  la guerra civil (Anarquía inglesa), una disputa entre Matilde de Inglaterra y su primo Esteban de Blois sobre el trono inglés. El tratado forzó a Esteban de Blois a reconocer al hijo de Matilde, Enrique, duque de Normandía, conde de Anjou y de Maine, quien se convirtió en Enrique II de Inglaterra, como su heredero, mientras que Esteban mantuvo el trono hasta su muerte. 
Esteban había construido castillos alrededor de Wallingford para atacar al bando de Matilde, comandado por Brien FitzCount en el castillo de Wallingford. Enrique lanzó ataques sobre las posiciones de Esteban y se esperaba una batalla entre ambas fuerzas. Sin embargo, Guillermo d'Aubigny abogó exitosamente por la futilidad de un posterior enfrentamiento. Se alcanzó una tregua temporal en Wallingford a la orilla del Támesis, pero el hijo de Esteban, Eustaquio se opuso a una solución. No obstante, tras la repentina muerte de Eustaquio en agosto de 1153, se redactó un acuerdo más formal en Winchester en noviembre de 1153, siendo posteriormente firmado en Westminster. El acuerdo exigió el desmantelamiento de los castillos alrededor de Wallingford de Esteban.
Posteriormente, Enrique II recompensó a Wallingford por su asistencia en la lucha, dándole al pueblo su Carta Real en 1155.